# Stork Club
Le Stork Club est une boîte de nuit à Manhattan, à New York. Durant son existence de 1929 à 1965, le club est considéré comme l'un des clubs les plus prestigieux au monde. Symbole de la Café society, l'élite aisée, les célébrités dont les stars de cinéma, les showgirls et les aristocrates se sont tous mélangés dans la salle VIP Cub du club.

## Historique
Le club est créé sur West 58th Street en 1929 par Sherman Billingsley (en), un ancien bootlegger d'Enid, dans l'Oklahoma. Le club reste à son emplacement d'origine jusqu'à ce qu'il soit perquisitionné par des agents de la Prohibition en 1931. Après le raid, il déménage à East 51st Street. De 1934 jusqu'à sa fermeture en 1965, il est situé au 3 East 53e Rue, juste à l'est de la Cinquième Avenue, lorsqu'il devient mondialement connu avec sa clientèle de célébrités et son luxe ; Billingsley étant connu pour ses cadeaux somptueux.
Au cours des années de son fonctionnement, le club est visité par de nombreuses célébrités. Il compte parmi ses invités les familles Kennedy et Roosevelt, ainsi que le duc et la duchesse de Windsor. La nouvelle des fiançailles de Grace Kelly avec le prince de Monaco Rainier III tombe alors que le couple visite le club. La mondaine Evalyn Walsh McLean, propriétaire du diamant Hope, a une fois perdu le bijou sous une table du Stork Club lors d'une visite nocturne au club. Ernest Hemingway encaisse son chèque de 100 000 dollars pour les droits cinématographiques de Pour qui sonne le glas au Stork Club pour régler sa facture. En 1951, Joséphine Baker porte plainte pour racisme contre le club qui aurait refusé de la servir.
Dans les années 1940, les travailleurs du Stork Club souhaitent être représentés par un syndicat et, dans les années 1950, Billingsley n'étant toujours pas disposé à autoriser ses travailleurs à s'organiser en syndicat, cela conduit les partisans syndicaux à faire mauvaise presse et manifester devant le club pendant de nombreuses années jusqu'à sa fermeture. Pendant ce temps, de nombreux invités célèbres et non-célébrités du club cessent de visiter le Stork Club qui ferme finalement en 1965 et est démoli l'année suivante. Le site est maintenant l'emplacement du parc Paley (en), un petit parc de poche.